# 2016 aux échecs
| Années des échecs : 2013 - 2014 - 2015 - 2016 - 2017 - 2018 - 2019    |
| Décennies des échecs : 1980 - 1990 - 2000 - 2010 - 2020 - 2030 - 2040 |

Cette page recense les événements liés au monde des échecs qui ont eu lieu en 2016.

## Championnats du monde

### Championnat du monde mixte
Sergueï Kariakine remporte le tournoi des candidats à Moscou devant Fabiano Caruana et Viswanathan Anand. Il devient donc le challenger du champion du monde en titre Magnus Carlsen,.
Magnus Carlsen conserve finalement son titre.

### Championnat du monde féminin
Hou Yifan bat Mariya Mouzytchouk 6 à 3 (+3 =6).
En mai 2016, Hou Yifan annonce son intention de ne plus concourir aux championnats du monde, car elle déplore le système de qualification choisi par la FIDE.
Le championnat du monde à élimination directe, initialement prévu en octobre 2016, est reporté à 2017, faute d'organisateur.

### Championnat du monde de blitz et de parties rapides
| Tournoi        | Champion mixte      | Championne        |
| -------------- | ------------------- | ----------------- |
| Cadence blitz  | Sergueï Kariakine,  | Anna Mouzytchouk, |
| Cadence rapide | Vassili Ivantchouk, | Anna Mouzytchouk, |

### Championnats du monde d'échecs senior, de la jeunesse et des solutionnistes
| Âge                              | Champion mixte         | Championne                          |
| -------------------------------- | ---------------------- | ----------------------------------- |
| Plus de 50 ans                   | Guiorgui Bagatourov    | Tatiana Bogoumil (ru)               |
| Plus de 65 ans                   | Anatoli Vaïsser        | Nona Gaprindachvili                 |
| Juniors (moins de 20 ans)        | Jeffery Xiong          | Dinara Saduakassova[réf. souhaitée] |
| Moins de 18 ans                  | Manuel Petrossian      | Stavroúla Tsolakídou                |
| Moins de 16 ans                  | Haïk Martirossian      | Hagawane Aakanksha                  |
| Moins de 14 ans                  | Semion Lomassov        | Zhu Jiner                           |
| Moins de 12 ans                  | Nikhil Kumar (en)      | Bibisara Assaubayeva                |
| Moins de 10 ans                  | Ilya Makoveev (en)     | Rochelle Wu                         |
| Moins de 8 ans                   | Shageldi Kurbandurdyew | Aisha Zakirova                      |
| Résolution de problèmes d'échecs | Kacper Piorun          |                                     |

## Tournois classiques et rapides annuels
| Nom de l'événement               | Dates                    | Lieu               | Cadence            | Vainqueur                                               |
| -------------------------------- | ------------------------ | ------------------ | ------------------ | ------------------------------------------------------- |
| Rilton Cup                       | 27 décembre - 5 janvier  | Stockholm          | Classique          | Maxim Rodshtein                                         |
| Tata Steel Chess                 | 15-31 janvier            | Wijk aan Zee       | Classique          | Masters : Magnus Carlsen Challengers : Baskaran Adhiban |
| Festival d'échecs de Gibraltar   | 25 janvier - 4 février   | Gibraltar          | Classique          | Hikaru Nakamura                                         |
| 12e Open d'échecs de Moscou (ru) | 28 janvier - 8 février   | Moscou             | Classique          | Iouri Elisseïev et Anastassia Bodnarouk                 |
| Zurich Chess Challenge,          | 12-15 février            | Zurich             | Rapide et blitz    | Hikaru Nakamura                                         |
| Open de Cappelle-la-Grande       | 13-20 février            | Cappelle-la-Grande | Classique          | Gata Kamsky                                             |
| Open Aeroflot,                   | 29 février - 11 mars     | Moscou             | Classique          | Ievgueni Naïer                                          |
| Mémorial Petrov,                 | 5-6 mars                 | Jurmala            | Rapide             | Loek van Wely                                           |
| Open de Reykjavik                | 8-16 mars                | Reykjavik          | Classique          | Abhijeet Gupta                                          |
| Grenke Chess Open                | 24-28 mars               | Baden-Baden        | Classique          | Matthias Blübaum                                        |
| Altibox Norway Chess             | 18-30 avril              | Stavanger          | Classique          | Magnus Carlsen                                          |
| Mémorial Capablanca              |                          | La Havane          | Classique          | Vassili Ivantchouk                                      |
| Mémorial Gashimov,               | 26 mai - 4 juin          | Shamkir            | Classique          | Shakhriyar Mamedyarov                                   |
| Sparkassen Chess Dortmund        | 9-17 juin                | Dortmund           | Classique          | Maxime Vachier-Lagrave                                  |
| Tournoi d'échecs de Danzhou      | 8-17 juillet             | Danzhou            | Classique          | Ian Nepomniachtchi                                      |
| Tournoi d'échecs de Bilbao,      | 13-23 juillet            | Bilbao             | Classique          | Magnus Carlsen                                          |
| Tournoi d'échecs de Poïkovski    | 23 juillet - 2 août      | Poïkovski          | Classique          | Anton Korobov                                           |
| Festival de Bienne               | 23 juillet - 3 août      | Bienne             | Classique          | Maxime Vachier-Lagrave                                  |
| Mémorial Tal                     | 25 septembre - 6 octobre | Moscou             | Classique et blitz | Ian Nepomniachtchi                                      |
| Isle of Man International,       | 1er-9 octobre            | Douglas            | Classique          | Pavel Eljanov                                           |

Le cycle de tournois Grand Chess Tour réunissant plusieurs des meilleurs joueurs au monde a lieu en 2016. Quatre tournois composent le Grand Chess Tour 2016, pour une dotation totale de 1 million de dollars. Le Grand Chess Tour 2016 est remporté par le joueur américain Wesley So à l'issue du tournoi London Chess Classic, suivi par Hikaru Nakamura.
| Nom de l'événement              | Dates         | Cadence         | Vainqueur       |
| ------------------------------- | ------------- | --------------- | --------------- |
| Paris Grand Chess Tour,         | 8-14 juin     | Rapide et blitz | Hikaru Nakamura |
| Your Next Move Grand Chess Tour | 17-20 juin    | Rapide et blitz | Magnus Carlsen  |
| Coupe Sinquefield               | 4-16 août     | Classique       | Wesley So       |
| London Chess Classic,           | 7-19 décembre | Classique       | Wesley So       |

### Grand Prix FIDE féminin 2016
Ju Wenjun remporte le Grand Prix FIDE féminin 2015-2016 devant Humpy Koneru et Valentina Gounina.
| Nom de l'événement            | Date                     | Vainqueur          |
| ----------------------------- | ------------------------ | ------------------ |
| Grand Prix de Téhéran         | 10-24 février            | Ju Wenjun          |
| Grand Prix de Batoumi         | 19 avril - 3 mai         | Valentina Gounina, |
| Grand Prix de Chengdu         | 1er-15 juillet           | Humpy Koneru       |
| Grand prix de Khanty-Mansiysk | 17 novembre - 2 décembre | Ju Wenjun,         |

## Compétitions par équipes

### Olympiade de 2016
- Tournoi mixte : victoire des États-Unis[51],[52]
- Tournoi féminin : victoire de la Chine[51]

### Championnats continentaux par équipes
| Compétition                                        | Vainqueur mixte | Vainqueur femmes |
| -------------------------------------------------- | --------------- | ---------------- |
| Championnat du monde d'échecs par équipes          |                 |                  |
| Championnat d'Europe d'échecs des nations          |                 |                  |
| Championnat d'Asie d'échecs des nations            |                 |                  |
| Championnat panaméricain d'échecs des nations (en) |                 |                  |

### Championnats interclubs
| Compétition                                             | Champion                           | Deuxième                            | Troisième              |
| ------------------------------------------------------- | ---------------------------------- | ----------------------------------- | ---------------------- |
| Coupe d'Europe des clubs d'échecs                       | Alkaloid de Skopje                 | Mednyi Vsadnik de Saint-Pétersbourg | SHSM de Moscou         |
| Coupe d'Europe des clubs d'échecs féminine,             | CEMC                               | NONA de Batoumi                     | Ugra Chess Club        |
| Championnat d'Allemagne d'échecs des clubs (Bundesliga) | SG Solingen                        | OSG Baden-Baden                     | Werder Brême           |
| Championnat d'Espagne d'échecs des clubs                |                                    |                                     |                        |
| Championnat de France d'échecs des clubs (Top 12),      | Clichy Échecs 92                   | Bischwiller                         | Mulhouse Philidor      |
| Coupe de France des clubs d'échecs                      | Châlons-en-Champagne               | Saint-Quentin                       | —                      |
| Championnat de Russie par équipes                       | Mednyi Vsadnik (Saint-Pétersbourg) | ShSM Legacy Square Capital (Moscou) | Siberia (Novossibirsk) |
| Four Nations Chess League (en) (4NCL)                   |                                    |                                     |                        |
| United States Chess League (en) (USCL)                  |                                    |                                     |                        |

## Championnats continentaux et nationaux individuels

### Championnats continentaux individuels
| Compétition                              | Champion mixte        | Championne       |
| ---------------------------------------- | --------------------- | ---------------- |
| Championnat d'Afrique d'échecs           | Abdelrahman Hesham    | Shrook Wafa      |
| Championnat d'Asie d'échecs              | Panayappan Sethuraman | Bhakti Kulkarni  |
| Championnat d'Amérique d'échecs          | Emilio Córdova        | Deysi Cori       |
| Championnat d'Europe d'échecs individuel | Ernesto Inarkiev,     | Anna Ushenina,   |
| Championnat d'Océanie d'échecs           | Aleksei Kulashko (en) | Heather Richards |

### Championnats nationaux individuels
| Pays                                              | Champion mixte                                 | Championne                      |
| ------------------------------------------------- | ---------------------------------------------- | ------------------------------- |
| Championnat d'Afrique du Sud d'échecs             | —                                              | —                               |
| Championnat d'Albanie d'échecs (en)               | Dritan Mehmeti                                 | Eglantina Shabanaj              |
| Championnat d'Algérie d'échecs                    | Chafik Talbi                                   |                                 |
| Championnat d'Allemagne d'échecs                  | Sergej Kalinitschew (de)                       | —                               |
| Championnat d'Andorre d'échecs                    | Robert Alomà                                   |                                 |
| Championnat d'Argentine d'échecs                  | Diego Flores                                   | Ayelen Martinez (en)            |
| Championnat d'Arménie d'échecs                    | Zaven Andriasian                               | Maria Gevorgyan                 |
| Championnat d'Australie d'échecs                  | Bobby Cheng                                    | —                               |
| Championnat d'Autriche d'échecs                   | Georg Fröwis (de)                              | Anna-Lena Schnegg               |
| Championnat d'Azerbaïdjan d'échecs                | Eltaj Safarli                                  | Narmin Kazimova                 |
| Championnat du Bangladesh d'échecs                | Enamul Hossain (en)                            | Nazrana Khan Eva                |
| Championnat de la Barbade d'échecs                | Martyn Del Castilho                            | Katrina Blackman                |
| Championnat de Belgique d'échecs                  | Tanguy Ringoir                                 | Hanne Goossens                  |
| Championnat de la Biélorussie d'échecs            | Vladislav Kavalïow                             | Nastassia Ziazioulkina          |
| Championnat de Birmanie d'échecs                  | Myint Han (en)                                 |                                 |
| Championnat de Bolivie d'échecs                   | Jose Daniel Gemy (en)                          | Maria Eugenia Ramirez           |
| Championnat de Bosnie-Herzégovine d'échecs        | Goran Trkulja                                  |                                 |
| Championnat du Botswana d'échecs                  | Barileng Gaealafshwe                           | Onkemetse Francis               |
| Championnat du Brésil d'échecs                    | Everaldo Matsuura (pt)                         | Juliana Terao (pt)              |
| Championnat de Bulgarie d'échecs                  | Momchil Nikolov                                | Elitsa Raeva                    |
| Championnat du Canada d'échecs                    | —                                              | Qiyu Zhou                       |
| Championnat du Chili d'échecs                     | Matias Perez Gormaz                            |                                 |
| Championnat de Chine d'échecs                     | Wei Yi                                         | Guo Qi                          |
| Championnat de Chypre d'échecs                    | Konstantinos Michaelides                       |                                 |
| Championnat de Colombie d'échecs                  | Cristian Camilo Ríos                           | Paula Andrea Rodríguez Rueda    |
| Championnat de Corée du Sud d'échecs              | Sehyun Kwon                                    | Chengjia Wang                   |
| Championnat du Costa Rica d'échecs                | Bernal González Acosta                         |                                 |
| Championnat de Croatie d'échecs                   | Marin Bosiočić                                 | Kristina Šarić (hr)             |
| Championnat de Cuba d'échecs                      | Leinier Domínguez                              | Oleiny Linares Nápoles          |
| Championnat du Danemark d'échecs                  | Mads Andersen                                  |                                 |
| Championnat d'Écosse d'échecs                     | Ketevan Arakhamia-Grant                        |                                 |
| Championnat d'Égypte d'échecs                     |                                                |                                 |
| Championnat des Émirats Arabes Unis d'échecs      | Saeed Ishaq                                    |                                 |
| Championnat d'Érythrée d'échecs                   | Kibrom Weldegebriel                            | Pas de championnat dédié        |
| Championnat d'Espagne d'échecs                    | Francisco Vallejo Pons                         | Ana Matnadzé                    |
| Championnat d'Estonie d'échecs                    | Ottomar Ladva (en)                             | Mai Narva                       |
| Championnat des États-Unis d'échecs               | Fabiano Caruana                                | Nazi Paikidze                   |
| Championnat des îles Féroé d'échecs               | Rógvi Egilstoft Nielsen (fo)                   |                                 |
| Championnat de Finlande d'échecs                  | Vilka Sipilä (de)                              | Anastasia Nazarova (et)         |
| Championnat de France d'échecs                    | Matthieu Cornette,                             | Sophie Milliet,                 |
| Championnat de Géorgie d'échecs                   | Davit Jojua                                    | Lela Javakhishvili              |
| Championnat d'échecs de Grande-Bretagne           | Michael Adams,                                 | Jovanka Houska,                 |
| Championnat de Grèce d'échecs                     | Antónios Pavlídis                              | Stavroúla Tsolakídou            |
| Championnat du Guatemala d'échecs                 | Carlos Armando Juárez Flores (en)              | Silvia Carolina Mazariegos (en) |
| Championnat du Honduras d'échecs                  | José Antonio Guillén (ru)                      |                                 |
| Championnat de Hongrie d'échecs                   | Ferenc Berkes                                  | Anita Gara                      |
| Championnat d'Inde d'échecs                       | Karthikeyan Murali                             | Padmini Rout                    |
| Championnat d'Indonésie d'échecs                  |                                                |                                 |
| Championnat d'Iran d'échecs                       | Alireza Firouzja,                              | Sarah Khademalsharieh           |
| Championnat d'Irlande d'échecs                    | Stephen Jessel (ru)                            | Monika Gedvilaite               |
| Championnat d'Islande d'échecs                    | Jóhann Hjartarson                              | Lenka Ptáčníková                |
| Championnat d'Israël d'échecs                     | Tamir Nabaty                                   | Michal Lahav (en)               |
| Championnat d'Italie d'échecs                     | Alberto David                                  | Daniela Movileanu (en)          |
| Championnat de Jamaïque d'échecs                  | Warren Elliott (en)                            |                                 |
| Championnat du Japon d'échecs                     | Trần Thanh Tú[réf. nécessaire]                 | Mirai Ishizuka[réf. nécessaire] |
| Championnat du Kazakhstan d'échecs                | Petr Kostenko (ru)                             | Zhansaya Abdumalik              |
| Championnat du Kenya d'échecs                     | Pas d'édition                                  | Pas d'édition                   |
| Championnat du Kosovo d'échecs                    | Nderim Saraçi                                  |                                 |
| Championnat du Liberia d'échecs                   | Barcon Harmon                                  |                                 |
| Championnat de Lettonie d'échecs                  | Vladimir Sveshnikov (en)                       | Laura Rogule                    |
| Championnat du Liban d'échecs                     | Faysal Khairallah                              |                                 |
| Championnat de Lituanie d'échecs                  | Tomas Laurušas                                 | Salomėja Zaksaitė               |
| Championnat du Luxembourg d'échecs                | Elvira Berend                                  |                                 |
| Championnat de Macédoine d'échecs                 |                                                |                                 |
| Championnat de Madagascar d'échecs                | Faniry Rajaonarison                            |                                 |
| Championnat de Malaisie d'échecs                  | Yeoh Li Tian (en)                              | Tan Li Ting                     |
| Championnat de Malte d'échecs                     | Robert Zerafa                                  |                                 |
| Championnat du Maroc d'échecs                     | Mokliss El Adnani                              | Fadoua Arif                     |
| Championnat du Mexique d'échecs                   | Juan Carlos González Zamora                    |                                 |
| Championnat de Moldavie d'échecs                  | Viorel Iordachescu                             | Svetlana Petrenko               |
| Championnat de Mongolie d'échecs                  | Munkhgal Gombosuren                            | Batchimeg Tuvshintugs           |
| Championnat du Monténégro d'échecs                |                                                |                                 |
| Championnat de Namibie d'échecs                   | Charles Eichab                                 | Lishen Mentile                  |
| Championnat du Népal d'échecs                     |                                                |                                 |
| Championnat du Nicaragua d'échecs (en)            | Juan José Pineda                               |                                 |
| Championnat de Norvège d'échecs                   | Johan Salomon (en)                             |                                 |
| Championnat de Nouvelle-Zélande d'échecs          | Aleksei Kulashko (en) et Michael V.R. Steadman |                                 |
| Championnat d'Ouzbékistan d'échecs                | Nodirbek Yakubboev                             | Gulrukhbegim Tokhirjonova       |
| Championnat du Pakistan d'échecs                  | Mahmood Lodhi                                  | Begum Ghazala,                  |
| Championnat du Paraguay d'échecs                  | Axel Bachmann                                  |                                 |
| Championnat d'échecs des Pays-Bas                 | Jorden van Foreest                             | Anne Haast                      |
| Championnat du Pays de Galles d'échecs            | Tim Kett                                       | Julie Van Kemenade              |
| Championnat du Pérou d'échecs                     | Fernando Fernández Sánchez (en)                | Ingrid Aliaga Fernández (en)    |
| Championnat des Philippines d'échecs              | Rogelio Antonio                                | Janelle Mae Frayna              |
| Championnat de Pologne d'échecs                   | Radosław Wojtaszek                             | Monika Soćko                    |
| Championnat du Portugal d'échecs                  | António Fernandes                              | Ana Filipa Baptista (en)        |
| Championnat de la République Dominicaine d'échecs | Lisandro Muñoz                                 | Wilsaida Díaz (en)              |
| Championnat de la République Tchèque d'échecs     | Vojtěch Plát (en)                              | Joanna Worek                    |
| Championnat de Roumanie d'échecs                  | Mircea Pârligras,                              | Elena-Luminița Cosma,           |
| Championnat de Russie d'échecs                    | Aleksandr Riazantsev                           | Alexandra Kosteniouk            |
| Championnat du Salvador d'échecs                  | Ricardo Chávez                                 | Marjorie Herrera (en)           |
| Championnat du Sénégal d'échecs                   |                                                |                                 |
| Championnat de Serbie d'échecs                    | Miroslav Markovic                              | Ljilja Drljević                 |
| Championnat de Singapour d'échecs                 |                                                |                                 |
| Championnat de Slovaquie d'échecs                 | Milan Pacher                                   |                                 |
| Championnat de Slovénie d'échecs                  | Žan Tomazini                                   | Špela Kolarič (sl)              |
| Championnat du Sri Lanka d'échecs                 | Rajeendra Kalugampitiya,                       | Saumy Zainab,                   |
| Championnat de Suède d'échecs                     | Erik Blomqvist                                 |                                 |
| Championnat de Suisse d'échecs                    | Noël Studer                                    | Laura Stoeri                    |
| Championnat du Suriname d'échecs                  | Roger Matoewi                                  | Rosangela dos Ramos             |
| Championnat du Togo d'échecs                      | Adama Mawulikplim Ephoevi-Ga                   |                                 |
| Championnat de Trinité-et-Tobago d'échecs         | Keelan Hunte                                   | Gabriella Johnson               |
| Championnat de Tunisie d'échecs                   |                                                |                                 |
| Championnat de Turquie d'échecs                   | Mert Erdoğdu                                   | Ekaterina Atalik                |
| Championnat d'Ukraine d'échecs                    | Mykhaïlo Oleksiyenko                           | Elizaveta Malakhova             |
| Championnat d'Uruguay d'échecs                    | Bernardo Roselli (en)                          |                                 |
| Championnat du Venezuela d'échecs                 |                                                |                                 |
| Championnat du Vietnam d'échecs                   | Nguyễn Anh Khôi                                | Hoàng Thị Bảo Trâm              |
| Championnat de Zambie d'échecs                    | Andrew Kayonde                                 |                                 |
| Championnat du Zimbabwe d'échecs                  |                                                |                                 |

## Évolution des classements mondiaux en 2016
Les joueurs d'échecs ont un classement Elo mis à jour chaque mois par la FIDE en fonction de leurs résultats sportifs, et chaque partie jouée rapporte ou retire des points Elo aux joueurs. Au cours de l'année 2016, plusieurs progressions au classement Elo sont remarquées.

### Classement mixte
| Rang 2017 | Nom                    | Né en | Fédération | Elo 2017 | Rang 2016 | Elo 2016 | Évolution     |
| --------- | ---------------------- | ----- | ---------- | -------- | --------- | -------- | ------------- |
| 1         | Magnus Carlsen         | 1990  | Norvège    | 2 840    | 1         | 2 844    | en stagnation |
| 2         | Fabiano Caruana        | 1992  | États-Unis | 2 827    | 6         | 2 787    | 40            |
| 3         | Vladimir Kramnik       | 1975  | Russie     | 2 811    | 2         | 2 801    | 10            |
| 4         | Wesley So              | 1993  | États-Unis | 2 808    | 10        | 2 773    | 35            |
| 5         | Maxime Vachier-Lagrave | 1990  | France     | 2 796    | 7         | 2 785    | 11            |
| 6         | Viswanathan Anand      | 1969  | Inde       | 2 786    | 8         | 2 784    | en stagnation |
| 7         | Hikaru Nakamura        | 1987  | États-Unis | 2 785    | 5         | 2 787    | en stagnation |
| 8         | Sergueï Kariakine      | 1990  | Russie     | 2 785    | 11        | 2 769    | 16            |
| 9         | Levon Aronian          | 1982  | Arménie    | 2 780    | 4         | 2 792    | 12            |
| 10        | Anish Giri             | 1994  | Pays-Bas   | 2 773    | 3         | 2 798    | 25            |

### Classement femmes
| Rang 2017 | Nom                 | Né en | Fédération | Elo 2017 | Rang 2016 | Elo 2016 | Évolution     |
| --------- | ------------------- | ----- | ---------- | -------- | --------- | -------- | ------------- |
| 1         | Hou Yifan           | 1994  | Chine      | 2 651    | 1         | 2 673    | 22            |
| 2         | Ju Wenjun           | 1991  | Chine      | 2 583    | 5         | 2 548    | 35            |
| 3         | Anna Muzychuk       | 1990  | Ukraine    | 2 558    | 6         | 2 537    | 21            |
| 4         | Humpy Koneru        | 1987  | Inde       | 2 557    | 2         | 2 583    | 26            |
| 5         | Alexandra Kosteniuk | 1984  | Russie     | 2 549    | 4         | 2 550    | en stagnation |
| 6         | Mariya Muzychuk     | 1992  | Ukraine    | 2 546    | 3         | 2 554    | en stagnation |
| 7         | Harika Dronavalli   | 1991  | Inde       | 2 539    | 12        | 2 511    | 28            |
| 8         | Viktorija Cmilyte   | 1983  | Lituanie   | 2 538    | 8         | 2 534    | en stagnation |
| 9         | Kateryna Lagno      | 1989  | Russie     | 2 530    | 9         | 2 529    | en stagnation |
| 10        | Nana Dzagnidze      | 1987  | Géorgie    | 2 525    | 7         | 2 535    | 10            |

## Nécrologie
- En 2016 : Aye Lwin (en)
- 1er janvier : Antonio Carrizo (en)
- 12 janvier : Ivan Boukavchine[146],[147].
- 18 janvier : Eduard Mnatsakanian
- 23 janvier : Elisabeta Polihroniade[148],[149]
- 4 février : Jeremy Morse (en)
- 15 février : Wilma Samt (en)
- 20 février : Hélder Câmara (en)
- 25 février : Karl Röhrl (en)
- 28 février : Jozef Boey (en)
- 24 mars : Hope Arthurine Anderson (en)
- 2 avril : Valentin Roudenko
- 7 avril : László Bárczay[150]
- 27 avril : Viktor Gavrikov[151] et Michael Haygarth (en)
- 30 avril : Xavier Parmentier[152]
- 17 mai : Dragan Páunovic (es)
- 26 mai : Arturo Pomar[153]
- 6 juin : Viktor Kortchnoï[154] et Herman Suradiradja (Indonésie, GMI 1978)[155] et Frank K. Berry (en)
- 7 juin : Urve Kure (en)
- 12 juin : Danny Kopec (en)
- 30 juillet : Smilja Vujosevic (en)
- 3 août : Oganes Danielian (en)
- 12 août : Trevor Hay (en)
- 19 septembre : Jorge Rubinetti[156]
- 26 septembre : Mark Dvoretski[157],[158]
- 22 octobre : Joop van Oosterom[159],[160]
- 29 octobre : Samouil Joukhovitski, alors le plus vieux maître international au monde[161],[162].
- 26 novembre : Iouri Elisseïev[163],[164].
- 15 décembre : François Chevaldonnet
- 28 novembre : Mark Taïmanov[165]
- 26 décembre : Ashot Anastasian[166]